# Eccellenza Campania 2015-2016
Il campionato italiano di calcio di Eccellenza regionale 2015-2016 è la venticinquesima edizione del campionato di Eccellenza, quinta divisione del campionato italiano di calcio.
Di seguito sono raccolte le informazioni relative ai due gironi di Eccellenza organizzati dal Comitato Regionale Campania della Lega Nazionale Dilettanti nella stagione 2015-2016.

## Stagione
Il campionato di Eccellenza Campania è suddiviso in due gironi da sedici squadre ciascuno: il girone A comprende dodici società della città metropolitana di Napoli (zona nord-occidentale, insulare e vesuviana) e quattro società della provincia di Caserta, mentre il girone B è costituito da otto società della provincia di Salerno, da sei società della città metropolitana di Napoli (zona orientale e meridionale), da una società della provincia di Avellino e da una società della provincia di Benevento.
L'organico delle aventi diritto a partecipare al torneo si compone di:
- ventidue società che hanno mantenuto la categoria nella stagione precedente;
- tre società retrocesse dalla Serie D: Arzanese, Sorrento, U.S. Scafatese;
- sei società promosse dalla Promozione: Ardor, Castel San Giorgio, Ebolitana, Montesarchio, Nuova Boys Caivanese, San Vito Positano;
- una società riammessa a completamento quadri: Isola di Procida.

Quattro sono invece le società che hanno rinunciato all'iscrizione: Forza e Coraggio, Nocerina, Puteolana Internapoli (retrocessa dalla Serie D), Real Hyria.
La competizione è suddivisa in due fasi: la stagione regolare e il post-campionato (play-off e play-out). Durante la prima fase in ciascun girone le squadre si affrontano in gare di andata e ritorno, per un totale di 30 incontri per squadra; vengono assegnati tre punti per la vittoria, uno per il pareggio e zero per la sconfitta. Al termine della stagione regolare la squadra che totalizza più punti nel proprio girone è ammessa alla Serie D, mentre la squadra che ne totalizza di meno nel proprio girone è retrocessa in Promozione. Nel caso in cui si verifichino le condizioni necessarie, le squadre classificate dal secondo al quinto posto di ciascun girone disputano i play-off, mentre quelle classificate dal quintultimo al penultimo posto di ciascun girone i play-out; al termine del post-campionato, la squadra vincitrice dei play-off del proprio girone è ammessa ai play-off nazionali, mentre le due squadre sconfitte nei play-out del proprio girone sono retrocesse in Promozione.

## Girone A

### Squadre partecipanti
Di seguito sono riportate le società ed i rispettivi campi di gioco riguardanti il girone A.
| Club                         | Città                         | Stadio                                        | Stagione 2014-2015           |
| ---------------------------- | ----------------------------- | --------------------------------------------- | ---------------------------- |
| A.S.D. Ardor                 | Casalnuovo di Napoli (NA)     | Stadio Domenico Iorio                         | 4º in Promozione Campania/A  |
| U.S. Arzanese S.r.l.         | Arzano (NA)                   | Stadio Alberto Vallefuoco (Mugnano di Napoli) | 14º in Serie D/H             |
| A.S.D. Atletico Casalnuovo   | Forio (NA)                    | Stadio Salvatore Calise                       | 13º in Eccellenza Campania/A |
| A.S.D. Aurunci               | Sessa Aurunca (CE)            | Stadio Comunale (Vitulazio)                   | 2º in Eccellenza Campania/A  |
| A.S.D. Gladiator 1924        | Santa Maria Capua Vetere (CE) | Stadio Mario Piccirillo                       | 7º in Eccellenza Campania/A  |
| A.S.D. A.V. Herculaneum 1924 | Ercolano (NA)                 | Stadio Raffaele Solaro                        | 3º in Eccellenza Campania/A  |
| F.C. Hermes Casagiove        | Casagiove (CE)                | Stadio Comunale (Curti)                       | 15º in Eccellenza Campania/A |
| A.S.D. Isola di Procida      | Procida (NA)                  | Stadio Mario Spinetti                         | 12º in Eccellenza Campania/A |
| A.S.D. Mondragone            | Mondragone (CE)               | Stadio Salvatore Gregorio Conte               | 5º in Eccellenza Campania/A  |
| U.S.D. Nuova Boys Caivanese  | Caivano (NA)                  | Stadio Vittorio Papa (Cardito)                | 1º in Promozione Campania/A  |
| A.S.D. Oplonti Pro Savoia    | Torre Annunziata (NA)         | Stadio Alfredo Giraud                         | 8º in Eccellenza Campania/A  |
| A.S.D. Portici 1906          | Portici (NA)                  | Stadio San Ciro                               | 6º in Eccellenza Campania/A  |
| A.S.D. San Giorgio 1926      | San Giorgio a Cremano (NA)    | Stadio Raffaele Paudice                       | 11º in Eccellenza Campania/A |
| S.S.D.A.R.L. Sibilla Soccer  | Bacoli (NA)                   | Stadio Vezzuto-Marasco (Monte di Procida)     | 9º in Eccellenza Campania/A  |
| A.S.D. Stasia Soccer         | Sant'Anastasia (NA)           | Stadio Agostino De Cicco                      | 10º in Eccellenza Campania/A |
| A.S.D. Virtus Volla          | Volla (NA)                    | Stadio Paolo Borsellino                       | 4º in Eccellenza Campania/A  |

### Classifica finale
|  | Pos. | Squadra              | Pt | G  | V  | N  | P  | GF | GS | DR  |
|  | ---- | -------------------- | -- | -- | -- | -- | -- | -- | -- | --- |
|  | 1.   | Herculaneum          | 77 | 30 | 24 | 5  | 1  | 82 | 28 | +54 |
|  | 2.   | Nuova Boys Caivanese | 62 | 30 | 18 | 8  | 4  | 75 | 32 | +43 |
|  | 3.   | San Giorgio 1926     | 54 | 30 | 16 | 7  | 7  | 49 | 34 | +15 |
|  | 4.   | Portici              | 52 | 30 | 14 | 10 | 6  | 51 | 30 | +21 |
|  | 5.   | Aurunci              | 52 | 30 | 15 | 7  | 8  | 48 | 42 | +6  |
|  | 6.   | Oplonti Pro Savoia   | 46 | 30 | 13 | 7  | 10 | 46 | 38 | +8  |
|  | 7.   | Ardor                | 43 | 30 | 13 | 4  | 13 | 41 | 40 | +1  |
|  | 8.   | Atletico Casalnuovo  | 39 | 30 | 11 | 6  | 13 | 38 | 34 | +4  |
|  | 9.   | Isola di Procida     | 38 | 30 | 9  | 11 | 10 | 44 | 38 | +6  |
|  | 10.  | Sibilla              | 38 | 30 | 11 | 5  | 14 | 25 | 40 | -15 |
|  | 11.  | Hermes Casagiove     | 37 | 30 | 9  | 10 | 11 | 26 | 36 | -10 |
|  | 12.  | Gladiator            | 36 | 30 | 9  | 9  | 12 | 36 | 40 | -4  |
|  | 13.  | Mondragone           | 35 | 30 | 10 | 5  | 15 | 22 | 29 | -7  |
|  | 14.  | Virtus Volla         | 29 | 30 | 8  | 5  | 17 | 34 | 60 | -26 |
|  | 15.  | Stasia               | 23 | 30 | 4  | 11 | 15 | 29 | 57 | -28 |
|  | 16.  | Arzanese             | 2  | 30 | 0  | 2  | 28 | 25 | 93 | -68 |

Legenda

      Promossa in Serie D 2016-2017.
      Ammessa ai play-off nazionali.
      Retrocesse in Promozione 2016-2017.
Note:

Tre punti a vittoria, uno a pareggio, zero a sconfitta.
- San Giorgio penalizzato di 1 punto.

### Risultati

#### Tabellone
|                      | Ard  | Arz  | Atl  | Aur  | Gla  | Her  | Her  | Iso  | Mon  | Nuo  | Opl  | Por  | San  | Sib  | Sta  | Vir  |
| -------------------- | ---- | ---- | ---- | ---- | ---- | ---- | ---- | ---- | ---- | ---- | ---- | ---- | ---- | ---- | ---- | ---- |
| Ardor                | –––– | 3-1  | 0-2  | 2-3  | 1-1  | 1-1  | 1-0  | 2-1  | 1-0  | 0-2  | 1-0  | 2-1  | 1-0  | 0-1  | 3-2  | 0-0  |
| Arzanese             | 2-4  | –––– | 1-4  | 1-2  | 1-2  | 2-5  | 2-2  | 2-5  | 1-2  | 1-3  | 1-4  | 0-1  | 0-2  | 0-1  | 0-7  | 1-2  |
| Atletico Casalnuovo  | 2-5  | 2-0  | –––– | 0-1  | 2-2  | 1-2  | 1-1  | 0-0  | 1-0  | 2-1  | 0-0  | 1-0  | 3-0  | 2-1  | 6-1  | 1-3  |
| Aurunci              | 1-0  | 2-1  | 2-1  | –––– | 3-0  | 1-2  | 0-0  | 1-1  | 0-0  | 1-5  | 0-3  | 1-3  | 1-1  | 4-0  | 5-1  | 4-1  |
| Gladiator            | 0-1  | 3-0  | 0-0  | 1-0  | –––– | 0-1  | 1-1  | 0-2  | 2-0  | 2-0  | 1-1  | 0-0  | 2-1  | 1-1  | 3-0  | 1-1  |
| Herculaneum          | 5-1  | 6-1  | 2-1  | 6-0  | 5-4  | –––– | 3-0  | 2-1  | 1-0  | 2-2  | 1-0  | 0-3  | 3-0  | 1-0  | 7-2  | 6-1  |
| Hermes Casagiove     | 3-2  | 4-1  | 0-3  | 0-0  | 1-0  | 0-0  | –––– | 0-0  | 2-1  | 2-1  | 1-0  | 0-3  | 0-0  | 1-0  | 0-0  | 0-1  |
| Isola di Procida     | 2-1  | 3-0  | 1-1  | 1-2  | 1-0  | 1-2  | 1-2  | –––– | 0-3  | 3-3  | 4-4  | 3-2  | 0-1  | 1-1  | 0-0  | 2-0  |
| Mondragone           | 1-0  | 2-0  | 0-1  | 0-1  | 1-0  | 0-1  | 1-0  | 1-2  | –––– | 1-2  | 0-0  | 0-1  | 1-1  | 0-0  | 1-1  | 1-0  |
| Nuova Boys Caivanese | 2-1  | 6-0  | 2-0  | 4-0  | 5-3  | 3-3  | 2-2  | 3-1  | 4-1  | –––– | 5-1  | 2-2  | 0-1  | 1-0  | 6-0  | 4-2  |
| Oplonti Pro Savoia   | 3-1  | 2-0  | 2-0  | 0-2  | 3-0  | 0-4  | 2-1  | 2-1  | 2-0  | 1-1  | –––– | 1-4  | 1-4  | 3-0  | 0-0  | 2-1  |
| Portici              | 2-0  | 1-0  | 1-0  | 3-3  | 3-1  | 1-1  | 3-0  | 0-0  | 3-0  | 0-1  | 0-2  | –––– | 1-4  | 5-1  | 0-0  | 1-1  |
| San Giorgio          | 0-0  | 6-2  | 1-0  | 2-4  | 2-1  | 2-3  | 4-1  | 1-0  | 1-0  | 0-0  | 0-4  | 1-1  | –––– | 4-0  | 2-2  | 1-0  |
| Sibilla              | 2-1  | 3-1  | 1-0  | 1-0  | 1-2  | 0-1  | 1-0  | 1-1  | 0-1  | 0-4  | 1-0  | 1-1  | 0-2  | –––– | 2-0  | 0-1  |
| Stasia               | 0-4  | 0-0  | 1-0  | 0-0  | 1-1  | 0-3  | 0-2  | 1-1  | 0-1  | 0-0  | 3-2  | 2-3  | 1-2  | 1-2  | –––– | 3-0  |
| Virtus Volla         | 0-2  | 4-3  | 3-1  | 2-4  | 1-2  | 0-3  | 2-0  | 0-5  | 1-3  | 0-1  | 1-1  | 2-2  | 2-3  | 1-3  | 1-0  | –––– |

### Spareggi

#### Play-off
Il primo turno è stato giocato il 1º maggio 2016, mentre il secondo turno l'8 maggio 2016.
Primo turno
| Squadra 1            | Risultato | Squadra 2 |
| -------------------- | --------- | --------- |
| Nuova Boys Caivanese | n.d.      | Aurunci   |
| San Giorgio          | 2-1       | Portici   |

Secondo turno
| Squadra 1            | Risultato | Squadra 2   |
| -------------------- | --------- | ----------- |
| Nuova Boys Caivanese | 1-4       | San Giorgio |

#### Play-out
Il turno di play-out è stato giocato il 1º maggio 2016.
Turno unico
| Squadra 1  | Risultato | Squadra 2    |
| ---------- | --------- | ------------ |
| Gladiator  | n.d.      | Stasia       |
| Mondragone | 2-3       | Virtus Volla |

### Verdetti finali
- Herculaneum promosso in Serie D.
- San Giorgio 1926 eliminato ai play-off nazionali.
- Mondragone retrocesso in Promozione dopo i play-out, ma in seguito riammesso.
- Stasia retrocesso in Promozione.
- Nuova Boys Caivanese e Sibilla non iscritte alla stagione successiva.
- Arzanese retrocessa in Promozione, ma in seguito non iscritta alla stagione successiva.

## Girone B

### Squadre partecipanti
Di seguito sono riportate le società ed i rispettivi campi di gioco riguardanti il girone B.
| Club                             | Città                    | Stadio                                        | Stagione 2014-2015           |
| -------------------------------- | ------------------------ | --------------------------------------------- | ---------------------------- |
| A.S.D. Castel San Giorgio Calcio | Castel San Giorgio (SA)  | Stadio Domenico Sessa                         | 1º in Promozione Campania/B  |
| A.S.D. Città di Nocera 1910      | Nocera Inferiore (SA)    | Stadio San Francesco d'Assisi                 | 12º in Eccellenza Campania/B |
| S.S. Ebolitana 1925              | Eboli (SA)               | Stadio José Guimarães Dirceu                  | 1º in Promozione Campania/D  |
| A.S.D. U.S. Faiano 1965          | Pontecagnano Faiano (SA) | Stadio 23 giugno 1978                         | 6º in Eccellenza Campania/B  |
| A.S.D. Mariglianese Calcio       | Marigliano (NA)          | Stadio Comunale (Brusciano)                   | 5º in Eccellenza Campania/B  |
| Pol. Massa Lubrense              | Massa Lubrense (NA)      | Stadio Mario Cerulli                          | 14º in Eccellenza Campania/B |
| A.S.D. A.C. Montesarchio         | Montesarchio (BN)        | Stadio Armando Allegretto                     | 1º in Promozione Campania/C  |
| U.S.D. Palmese                   | Palma Campania (NA)      | Stadio Comunale                               | 11º in Eccellenza Campania/B |
| A.C.D. San Tommaso Calcio        | Avellino                 | Stadio Annino Roca                            | 10º in Eccellenza Campania/B |
| A.S.D. San Vito Positano         | Positano (SA)            | Stadio Vittorio De Sica                       | 2º in Promozione Campania/B  |
| A.S.D. F.C. Sant'Agnello         | Sorrento (NA)            | Stadio Italia                                 | 2º in Eccellenza Campania/B  |
| S.S. Sant'Antonio Abate          | Sant'Antonio Abate (NA)  | Stadio Vigilante Varone                       | 8º in Eccellenza Campania/B  |
| A.S.D. Scafatese Calcio 1922     | Scafati (SA)             | Stadio 28 settembre 1943                      | 3º in Eccellenza Campania/B  |
| Sorrento Calcio S.r.l.           | Sorrento (NA)            | Stadio Alberto Vallefuoco (Mugnano di Napoli) | 14º in Serie D/I             |
| A.S.D. U.S. Scafatese Calcio     | Scafati (SA)             | Stadio 28 settembre 1943                      | 15º in Serie D/H             |
| A.S.D. Valdiano                  | Teggiano (SA)            | Stadio Antonio Vertucci                       | 7º in Eccellenza Campania/B  |

### Classifica finale
|  | Pos. | Squadra            | Pt | G  | V  | N  | P  | GF | GS | DR  |
|  | ---- | ------------------ | -- | -- | -- | -- | -- | -- | -- | --- |
|  | 1.   | Città di Nocera    | 80 | 30 | 26 | 2  | 2  | 75 | 14 | +61 |
|  | 2.   | Sant'Agnello       | 77 | 30 | 24 | 5  | 1  | 80 | 16 | +64 |
|  | 3.   | Montesarchio       | 56 | 30 | 17 | 5  | 8  | 61 | 36 | +25 |
|  | 4.   | San Vito Positano  | 55 | 30 | 16 | 7  | 7  | 33 | 24 | +9  |
|  | 5.   | Ebolitana          | 51 | 30 | 15 | 6  | 9  | 44 | 38 | +6  |
|  | 6.   | U.S. Scafatese     | 46 | 30 | 14 | 4  | 12 | 44 | 38 | +6  |
|  | 7.   | Palmese            | 41 | 30 | 11 | 8  | 11 | 47 | 49 | -2  |
|  | 8.   | Faiano             | 38 | 30 | 10 | 8  | 12 | 35 | 38 | -3  |
|  | 9.   | Mariglianese       | 38 | 30 | 9  | 11 | 10 | 38 | 39 | -1  |
|  | 10.  | Sant'Antonio Abate | 37 | 30 | 10 | 7  | 13 | 47 | 46 | +1  |
|  | 11.  | San Tommaso        | 35 | 30 | 10 | 5  | 15 | 29 | 49 | -20 |
|  | 12.  | Scafatese          | 32 | 30 | 8  | 8  | 14 | 42 | 52 | -10 |
|  | 13.  | Castel San Giorgio | 29 | 30 | 8  | 5  | 17 | 38 | 60 | -22 |
|  | 14.  | Massa Lubrense     | 26 | 30 | 5  | 11 | 14 | 26 | 42 | -16 |
|  | 15.  | Valdiano           | 24 | 30 | 7  | 3  | 20 | 28 | 57 | -29 |
|  | 16.  | Sorrento           | -1 | 30 | 0  | 5  | 25 | 16 | 85 | -69 |

Legenda

      Promossa in Serie D 2016-2017.
      Ammessa ai play-off nazionali.
      Retrocesse in Promozione 2016-2017 dopo i play-out.
Note:

Tre punti a vittoria, uno a pareggio, zero a sconfitta.
- Sorrento penalizzato di 6 punti.

### Risultati

#### Tabellone
|                    | Cas  | Cit  | Ebo  | Fai  | Mar  | Mas  | Mon  | Pal  | San  | San  | San  | San  | Sca  | Sor  | U.S  | Val  |
| ------------------ | ---- | ---- | ---- | ---- | ---- | ---- | ---- | ---- | ---- | ---- | ---- | ---- | ---- | ---- | ---- | ---- |
| Castel San Giorgio | –––– | 0-1  | 1-2  | 2-1  | 0-2  | 2-1  | 0-2  | 2-3  | 1-1  | 2-0  | 1-2  | 2-2  | 4-4  | 4-2  | 2-2  | 4-3  |
| Città di Nocera    | 5-0  | –––– | 3-1  | 1-0  | 2-0  | 2-0  | 3-2  | 4-1  | 5-0  | 1-0  | 1-1  | 1-0  | 5-0  | 6-0  | 2-0  | 1-0  |
| Ebolitana          | 4-1  | 2-1  | –––– | 4-2  | 4-4  | 1-0  | 1-0  | 3-1  | 2-0  | 0-1  | 0-3  | 1-1  | 4-2  | 3-0  | 0-1  | 1-0  |
| Faiano             | 4-0  | 1-2  | 1-1  | –––– | 1-0  | 3-0  | 0-0  | 1-0  | 3-1  | 0-1  | 0-0  | 2-1  | 1-1  | 1-1  | 1-0  | 2-1  |
| Mariglianese       | 2-1  | 0-2  | 0-0  | 0-1  | –––– | 0-0  | 3-1  | 1-1  | 1-0  | 2-2  | 3-3  | 2-3  | 1-3  | 5-0  | 2-2  | 3-2  |
| Massa Lubrense     | 1-2  | 0-3  | 2-0  | 1-1  | 0-0  | –––– | 2-2  | 0-0  | 1-3  | 0-1  | 0-2  | 0-0  | 1-4  | 3-0  | 1-4  | 2-1  |
| Montesarchio       | 2-0  | 1-3  | 4-0  | 2-0  | 0-2  | 4-0  | –––– | 1-0  | 2-0  | 4-0  | 2-1  | 3-1  | 2-2  | 5-0  | 2-1  | 4-1  |
| Palmese            | 0-0  | 2-2  | 1-2  | 3-1  | 3-2  | 2-2  | 3-2  | –––– | 1-2  | 2-1  | 1-1  | 3-3  | 2-1  | 3-1  | 1-0  | 6-2  |
| San Tommaso        | 1-0  | 0-3  | 1-2  | 3-1  | 0-0  | 2-1  | 1-2  | 2-1  | –––– | 1-2  | 0-4  | 3-2  | 1-1  | 1-0  | 0-0  | 1-0  |
| San Vito Positano  | 1-0  | 0-1  | 1-0  | 1-0  | 0-0  | 0-0  | 3-3  | 1-1  | 1-0  | –––– | 0-2  | 3-0  | 1-0  | 1-0  | 2-0  | 2-0  |
| Sant'Agnello       | 3-0  | 1-0  | 3-0  | 1-0  | 4-0  | 0-0  | 3-1  | 3-0  | 4-2  | 3-2  | –––– | 4-0  | 4-0  | 5-0  | 3-1  | 6-0  |
| Sant'Antonio Abate | 2-0  | 0-3  | 2-1  | 4-0  | 0-1  | 1-1  | 0-1  | 0-1  | 2-0  | 0-0  | 0-3  | –––– | 3-2  | 8-0  | 1-1  | 5-0  |
| Scafatese          | 2-1  | 1-3  | 1-1  | 0-1  | 1-0  | 0-0  | 3-2  | 3-2  | 2-0  | 1-1  | 1-3  | 1-2  | –––– | 4-0  | 1-2  | 0-2  |
| Sorrento           | 2-3  | 0-4  | 0-2  | 2-2  | 1-1  | 0-4  | 1-2  | 1-2  | 2-2  | 0-1  | 0-3  | 1-2  | 1-1  | –––– | 1-2  | 0-1  |
| U.S. Scafatese     | 3-2  | 0-2  | 1-2  | 2-1  | 2-0  | 0-2  | 1-2  | 2-0  | 3-0  | 0-2  | 1-3  | 5-2  | 1-0  | 3-0  | –––– | 2-0  |
| Valdiano           | 0-1  | 1-3  | 0-0  | 3-3  | 0-1  | 2-1  | 1-1  | 3-1  | 0-1  | 1-2  | 0-2  | 1-0  | 1-0  | 1-0  | 1-2  | –––– |

### Spareggi

#### Play-off
Gare di play-off non disputate in ragione di distacco in classifica, tra la seconda e la terza classificata, pari o superiore ai dieci punti: Sant'Agnello ammesso ai play-off nazionali.

#### Play-out
Il turno di play-out è stato giocato il 1º maggio 2016.
Turno unico
| Squadra 1          | Risultato | Squadra 2      |
| ------------------ | --------- | -------------- |
| Scafatese          | 0-1       | Valdiano       |
| Castel San Giorgio | 2-2       | Massa Lubrense |

### Verdetti finali
- Città di Nocera promosso in Serie D.
- Sant'Agnello eliminato ai play-off nazionali.
- Scafatese e Massa Lubrense retrocesse in Promozione dopo i play-out.
- Montesarchio e U.S. Scafatese non iscritte alla stagione successiva.
- Sorrento retrocesso in Promozione, ma in seguito non iscritto alla stagione successiva.